# Aniya la Gitana
Aniya la Gitana (Aniya la Zingara), pseudonimo di Ana Amaya Molina, detta anche Anilla la de Ronda (Ronda, 27 settembre 1855 – Barcellona, 1º novembre 1933), è stata una cantante, danzatrice e chitarrista spagnola di flamenco, di etnia gitana.

## Biografia
La Molina nasce nel 1855 a Ronda, nel sud della Spagna. Iniziò la sua carriera artistica suonando nei caffè della sua regione natale del sud della Spagna, dove cantava e si accompagnava con la sua chitarra.
Incontrò il cantante Antonio Chacón e la cantante Paca Aguilera, un'altra zingara di Ronda, con la quale si esibì nel 1890 al Café Chinitas di Malaga, in Spagna, che a quel tempo era un punto caldo per il flamenco.
Gli aneddoti testimoniano la sua notorietà.
- La ballerina di flamenco sivigliana Pastora Imperio insistette per incontrarla e così facendo le regalò un costume da ballo da flamenco a balze;[4]
- La Regina Victoria Eugenia, in occasione di una festa intima per la famiglia reale, le regalò uno scialle di Manila.[4]
- Federico García Lorca la citò, insieme ad altri cantanti, in una conferenza intitolata "Importanza storica e artistica della canzone andalusa primitiva incontaminata, chiamata Cante Jondo", tenuta a Granada, in Spagna nel 1922.[1][4]
- José Carlos de Luna le dedicò una poesia nel suo libro El Cristo de los Gitanos (Il Cristo degli zingari).[4]

Nel 1930, all'età di 75 anni, era una delle principali attrazioni della Settimana andalusa all'Esposizione di Barcellona. Cantò e ballò lì, accompagnata alla chitarra da Ramón Montoya.

### Riconoscimenti

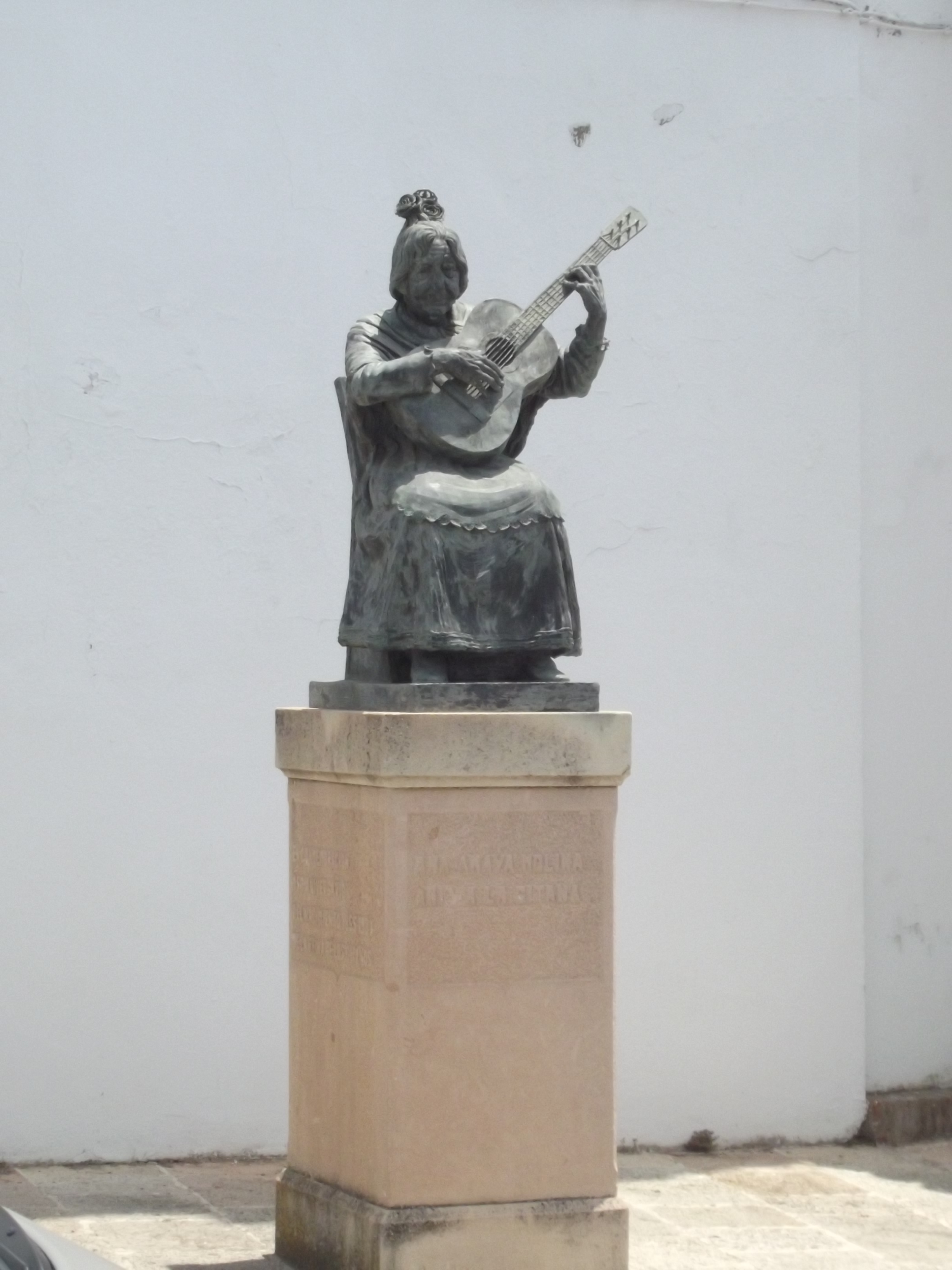
Statua di Aniya la Gitana a Ronda, Spagna.

Gaspar Núñez de Prado nella sua opera Cantaores Andaluces le ha dedicato un capitolo. Tra i commenti che ha pubblicato sulla personalità del flamenco di Aniya, questi spiccano:
(Núñez de Prado, 1904)
In un articolo del 24 giugno 1930 di D. José Benavides, apparso su Estampa, egli definì Aniya "la regina degli zingari" e disse:

### Morte
Morì nel 1933 a Barcellona all'età di circa 78 anni. In sua memoria, la città di Ronda le ha dedicato un concorso annuale di canzoni di flamenco.